# Nhánh Orion
Nhánh Orion hay Nhánh Lạp Hộ là một nhánh xoắn ốc nhỏ của Ngân Hà, có bề rộng 3.500 năm ánh sáng và bề dài xấp xỉ 10.000 năm ánh sáng. Hệ Mặt Trời và Trái Đất của chúng ta nằm trong nhánh Orion. Nó còn được gọi là Nhánh Địa phương, Local Spur (Cựa Địa phương), hoặc Orion Spur (Cựa Orion).
Nhánh Orion được đặt tên như vậy là do nó gần với các ngôi sao trong chòm sao Lạp Hộ. Nó nằm giữa các nhánh Nhánh Nhân Mã (Sagittarius Arm) và Nhánh Anh Tiên (Perseus Arm), hai trong bốn nhánh chính của Ngân Hà. Trong nhánh Orion, hệ Mặt Trời và Trái Đất nằm gần với vành đai bên trong ở trong Bong Bóng Địa phương, ở gần giữa của nhánh, và cách xấp xỉ 8.000 parsec (26.000 năm ánh sáng) từ tâm thiên hà.

## Các thiên thể Messier
Nhánh Orion chứa một số thiên thể Messier:
- Cụm sao Hồ Điệp (M6)
- Cụm sao Ptolemy (M7)
- Cụm sao mở M23
- Cụm sao mở M25
- Tinh vân Quả Tạ (M27)
- Cụm sao mở M29
- Cụm sao mở M34
- Cụm sao mở M35
- Cụm sao mở M39
- Winnecke 4 (M40)
- Cụm sao mở M41
- Tinh vân Lạp Hộ (M42)
- Tinh vân De Mairan
- Cụm sao Tổ Ong (M44)
- Cụm sao Tua Rua (M45)
- Cụm sao mở M46
- Cụm sao mở M47
- Cụm sao mở M48
- Cụm sao mở M50
- Tinh vân Chiếc Nhẫn (M57)
- Cụm sao mở M67
- M73
- Tinh vân Quả Tạ Nhỏ (M76)
- Tinh vân khuếch tán M78
- Cụm sao mở M93
- Tinh vân Con Cú (M97)